# Yacimiento arqueológico
Un yacimiento arqueológico (del francés gisement; también denominado asentamiento, zona o sitio arqueológico) es una concentración de restos arqueológicos (materiales, estructuras y restos medioambientales). En él podemos encontrar una concentración de restos de actividad humana y está constituido por la presencia de artefactos, elementos estructurales, suelos de ocupación y otra serie de anomalías. Estos restos se pueden encontrar mediante una mera prospección de superficie o, si el asentamiento ha sido enterrado, con una prospección de subsuelo.

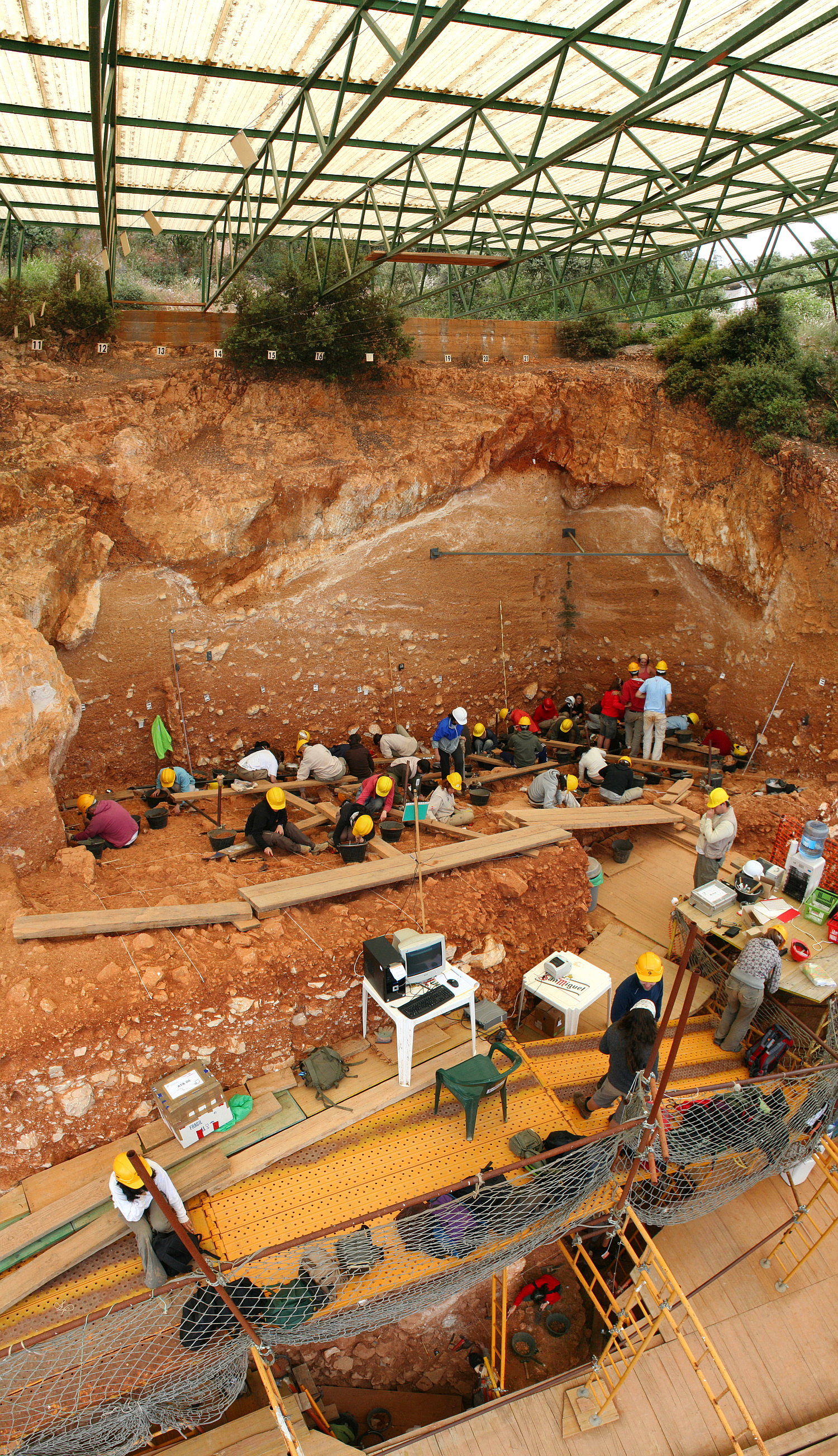
Excavación arqueológica en el yacimiento de Gran Dolina, en Atapuerca (Burgos).

## Formación de yacimientos
Los yacimientos se forman por procesos de abandono o enterramiento unas veces y otras porque se arrasa para continuar viviendo encima (ocupación continuada). Los tell es un ejemplo de yacimiento de varias ocupaciones. Intervienen procesos físicos, biológicos y culturales en su formación:
- Físicos: con motivo de la erosión (agua, viento, hielo) que lleva consigo un traslado de sedimentos realizados por el viento.
- Químicos: a veces originan suelos minerales de origen orgánico. Se utilizan análisis cromatomáticos y estudios de elementos traza, para ver la grasa animal, heces... que permite diferenciar los suelos.
- Biológicos: debido a la actividad de animales, como son los excrementos, comida o traslado de presas.
- Culturales: debido a la actividad humana, puede ser la extracción de minerales, la búsqueda de alimentos, el cultivo, constones hidráulicas... e inimaginables

### Tells
Los yacimientos más significativos y que mejor muestran su formación son los tells. En oriente se encuentran este tipo de yacimientos de hábitat, utilizados con algún material como el adobe, y que con el paso del tiempo forman falsos cerros. Tenemos algún ejemplo como el de Çatalhöyük.

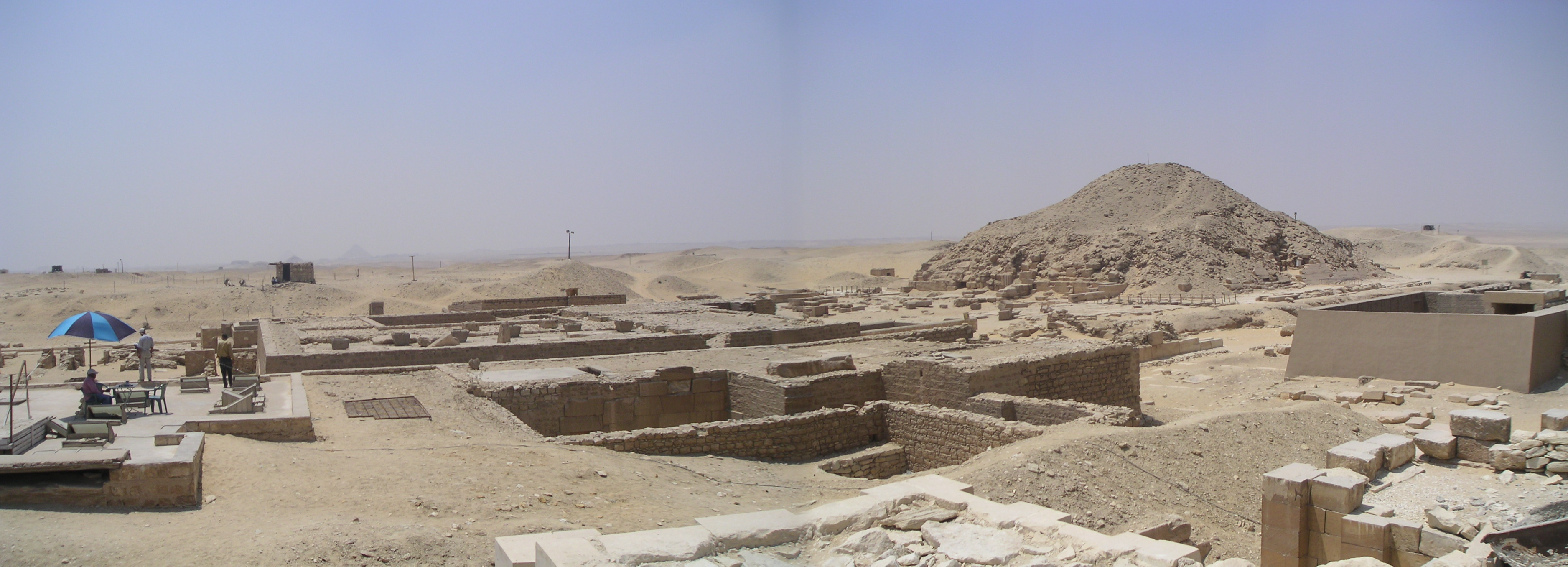
Yacimiento arqueológico en Saqqara, Egipto.

## Clasificaciones de yacimientos
Los yacimientos arqueológicos se clasifican atendiendo a ciertos criterios:
- Cronológico: según las grandes etapas culturales con fases y periodos: paleolítico, neolítico, mesolítico... También en relación con las culturas: Sumeria, Acad, Egipto, Grecia, Mesoamérica, etc.
- Funcional: Se distinguen los de hábitat y las necrópolis. En los de hábitat se realizan las actividades comunitarias como comer y relacionarse. Al principio apenas dejan huellas (huesos, útiles, ceniza), pero con la evolución se hace más complejo (tiendas con ramas). Con la urbanización el nivel de complejidad es enorme y se diversifica: urbano, rural, concentrado y diverso. Las necrópolis: rendían culto a los difuntos, al principio son simples fosas que se hacen más complejas; hay enterramientos de incineración o inhumación, colectivos o individuales.
- Tipológico: según su situación topográfica: al aire libre, en cueva, valle...
- Duración: temporal, estacional, fijo o no.

## Tipos de actuaciones en yacimientos
La normativa española (Reglamento de Actividades Arqueológicas), establece seis tipos de actividades en yacimientos arqueológicos, que necesitan autorización.

### Excavación arqueológica

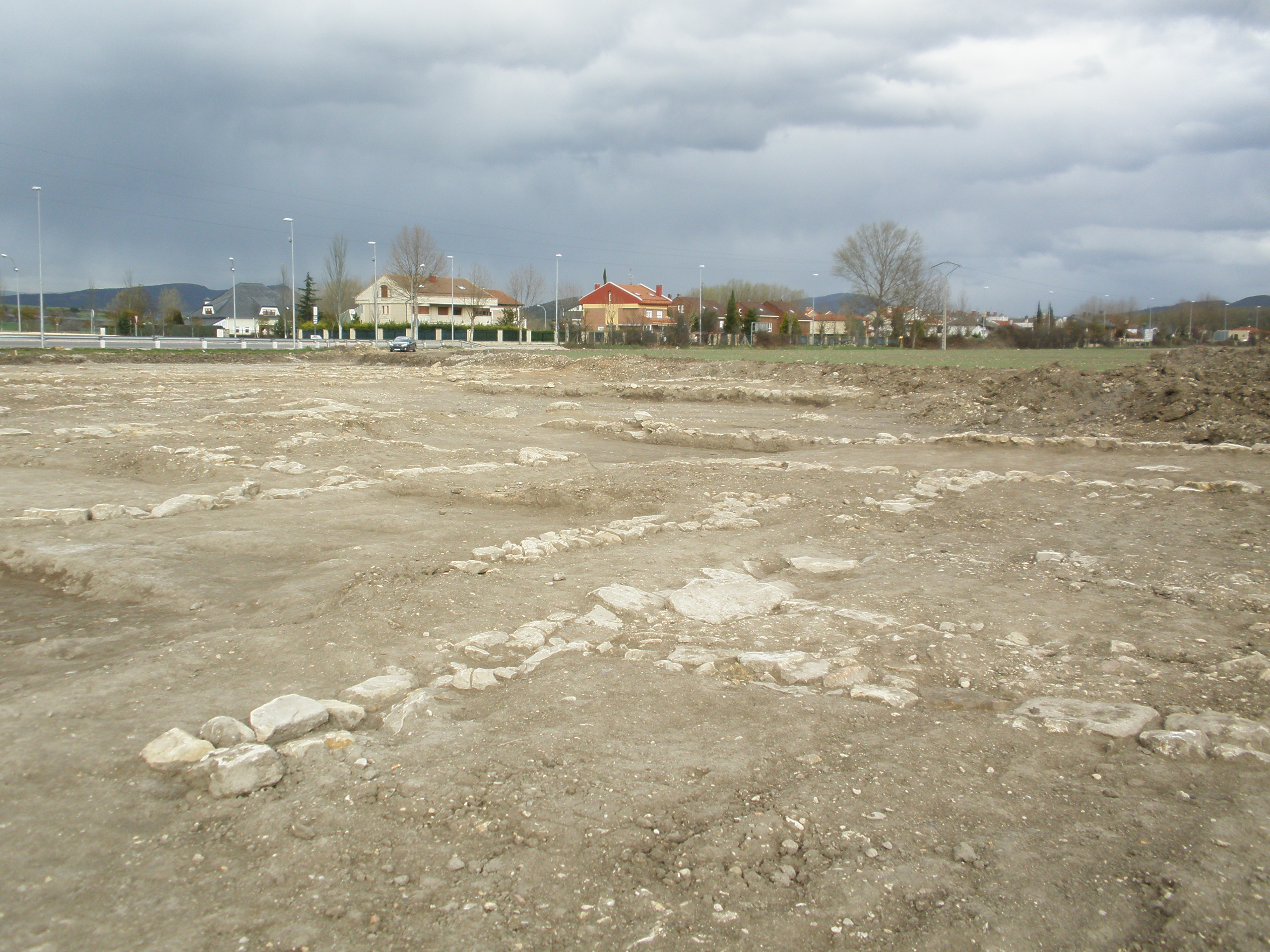
Restos arqueológicos encontrados en el yacimiento de Arce-Mirapérez, en Miranda de Ebro (Burgos).

Puede ser tanto terrestre como subacuática, entendida como la remoción de tierra y el análisis de estructuras realizados con metodología científica, destinada a descubrir e investigar toda clase de restos históricos o paleontológicos, así como los componentes geomorfológicos relacionados con ellos.

### Prospección arqueológica
Es la explotación superficial y sistemática realizada con metodología científica, tanto terrestre como subacuática, dirigida al estudio, investigación o detección de vestigios arqueológicos o paleontológicos.

#### Historia
Se empieza a practicar en los años 30 del siglo XX como utilidad para conocer el patrimonio nacional. Es menos lenta y costosa y permite recoger mucha información con poco esfuerzo y dinero. En España se comienza entre 1930-1940 para conocer el patrimonio de cada provincia. Blas Taracena hace la primera carta arqueológica en Soria, más tarde se harán en Barcelona, Valladolid, etc.
En Europa ocurre algo parecido, como investigación se desarrolla en los 60 ya de forma sistemática. Se recorrían territorios de forma organizada estudiando los mapas y realizando encuestas. A partir de los 80 se perfeccionan los métodos y no se prospecta libremente, aparte de ser planificada.

### Intervenciones en arte rupestre
Incluye la reproducción y estudio directo de arte rupestre, entendidos como el conjunto de trabajos de campo orientados a la investigación, documentación gráfica o, excepcionalmente, cualquier tipo de manipulación o contacto con el soporte de los motivos figurados.

### Otras actividades
Además de las anteriores, también deben ser autorizadas las siguientes actividades cuando se realicen en yacimientos arqueológicos:
- labores de consolidación, restauración y restitución arqueológicas,
- actuaciones arqueológicas de cerramiento, vallado y cubrición,
- estudio y documentación gráfica de los yacimientos, así como de los materiales depositados en museos.

## Regulación legal en España

### Normativa de carácter estatal
La Ley 16/1985 de 25 de junio, de Patrimonio Histórico Español, establece la protección como Patrimonio histórico de los yacimientos arqueológicos, bajo la figura jurídica de BIC (Bien de Interés Cultural), con categoría de Zona Arqueológica.
El artículo 15.5, la define como: lugar o paraje natural donde existen bienes muebles o inmuebles susceptibles de ser estudiados con metodología arqueológica, hayan sido o no extraídos, y tanto si se encuentran en la superficie, en el subsuelo o bajo las aguas territoriales españolas.
Cualquier obra o remoción de terreno que se proyecte en estas Zonas Arqueológicas deberá ser autorizada por la Administración competente.
Igualmente, cualquier actividad arqueológica, sea extractiva o no, deberá ser autorizada por la administración competente. La realización de prospecciones  o excavaciones sin autorización está calificada como infracción administrativa grave, y puede llegar a ser delito penal, si conlleva expolio.

### Normativa autonómica
Las competencias sobre autorización y control, tanto de las actuaciones arqueológicas, como sobre las obras que se realicen en yacimientos arqueológicos, están descentralizadas en las comunidades autónomas.

#### Andalucía
Los yacimientos arqueológicos, su protección y las actividades que se desarrollen en ellos, están regulados por la Ley 14/2007, de 26 de noviembre, del Patrimonio Histórico de Andalucía y por el Reglamento de Actividades Arqueológicas (Decreto 168/2003).
Estas normas hablan también de Zonas Arqueológicas, que definen sencillamente como aquellos espacios claramente delimitados en los que se haya comprobado la existencia de restos arqueológicos de interés relevante.
Regula, además, las Zonas de Servidumbre Arqueológica, como aquellos espacios en los que se presuma fundadamente la existencia de restos arqueológicos de interés y se considere necesario adoptar medidas precautorias.